# Campeonato NORCECA de Voleibol Masculino de 2011
O Campeonato NORCECA de Voleibol Masculino de 2011 foi a 22ª edição do torneio organizado pela NORCECA em parceria com a Federação Portorriquenha de Voleibol, realizado no período de 29 de agosto a 3 de setembro. Ao total, 8 equipes participaram desta edição.
A seleção cubana conquistou seu 15º título ao derrotar na final a seleção norte-americana. Ambas equipes garantiram vagas para a Copa do Mundo de 2011. O líbero cubano Keibel Gutiérrez foi eleito MVP do torneio.

## Seleções participantes
As seguintes seleções foram selecionadas para competir o campeonato:
| Equipe            | Última participação |
| ----------------- | ------------------- |
| Canadá            | 4º em 2009          |
| Costa Rica        | 8º em 1989          |
| Cuba              | 1º em 2009          |
| Estados Unidos    | 2º em 2009          |
| México            | 5º em 2009          |
| Porto Rico        | 3º em 2009          |
| Santa Lúcia       | Estreate            |
| Trinidad e Tobago | 8º em 2007          |

## Local das partidas
| Mayagüez                         |
| Palacio de Recreación y Deportes |
|                                  |
| Capacidade: 5.500                |

## Grupos
| Grupo A     | Grupo B           |
| ----------- | ----------------- |
| Canadá      | Cuba              |
| México      | Costa Rica        |
| Porto Rico  | Estados Unidos    |
| Santa Lúcia | Trinidad e Tobago |

## Formato da disputa
O torneio foi dividido em duas fases: fase classificatória e fase final.
As oito equipes participantes foram divididas em dois grupos. Ao término da primeira fase os dois primeiros colocados de cada grupo avançou para as semifinais, enquanto os segundos e terceiros colocados de cada grupo disputaram fase de quartas de finais. As equipes que ficaram em último lugar em seus respectivos grupos disputaram com as equipes derrotadas nas quartas de finais as posições do quinto ao oitavo lugar.
A fase de grupos foi jogado com um sistema de todos contra todos e as equipes foram classificadas de acordo com os seguintes critérios.
1. Maior número de partidas ganhas.
2. Maior número de pontos obtidos, que são concedidos da seguinte forma:
  - Partida com resultado final 3-0: 5 pontos para o vencedor e 0 pontos para o perdedor.
  - Partida com resultado final 3-1: 4 pontos para o vencedor e 1 pontos para o perdedor.
  - Partida com resultado final 3-2: 3 pontos para o vencedor e 2 pontos para o perdedor.
3. Proporção entre pontos ganhos e pontos perdidos (razão de pontos).
4. Proporção entre os Sets ganhos e os Sets perdidos (relação Sets).
5. Se o empate persistir entre duas equipes, a prioridade é dada à equipe que venceu a última partida entre as equipes envolvidas.
6. Se o empate persistir entre três equipes ou mais, uma nova classificação será feita levando-se em conta apenas as partidas entre as equipes envolvidas.

## Fase classificatória

### Grupo A
|     |             |     | Jogos | Jogos | Jogos | Resultados | Resultados | Resultados | Resultados | Resultados | Resultados | Sets | Sets | Sets  | Pontos | Pontos | Pontos |
| Pos | Equipe      | Pts | T     | V     | D     | 3–0        | 3–1        | 3–2        | 2–3        | 1–3        | 0–3        | V    | P    | R     | V      | P      | R      |
| --- | ----------- | --- | ----- | ----- | ----- | ---------- | ---------- | ---------- | ---------- | ---------- | ---------- | ---- | ---- | ----- | ------ | ------ | ------ |
| 1   | Canadá      | 14  | 3     | 3     | 0     | 2          | 1          | 0          | 0          | 0          | 0          | 9    | 1    | 9.000 | 250    | 192    | 1.302  |
| 2   | Porto Rico  | 10  | 3     | 2     | 1     | 2          | 0          | 0          | 0          | 0          | 1          | 6    | 3    | 2.000 | 206    | 175    | 1.177  |
| 3   | México      | 6   | 3     | 1     | 2     | 1          | 0          | 0          | 0          | 1          | 1          | 4    | 6    | 0.667 | 229    | 229    | 1,000  |
| 4   | Santa Lúcia | 0   | 3     | 0     | 3     | 0          | 0          | 0          | 0          | 0          | 3          | 0    | 9    | 0.000 | 136    | 225    | 0.604  |

Resultados
| Data   | Hora  |               | Placar |               | Set 1 | Set 2 | Set 3 | Set 4 | Set 5 | Total  | Relatório |
| ------ | ----- | ------------- | ------ | ------------- | ----- | ----- | ----- | ----- | ----- | ------ | --------- |
| 29 ago | 17:02 | 'Canadá '     | 3–1    | México        | 25–21 | 23–25 | 27–25 | 25–22 |       | 100–93 | 100–93    |
| 29 ago | 20:45 | 'Porto Rico ' | 3–0    | Santa Lúcia   | 25–11 | 25–17 | 25–11 |       |       | 75–39  | 75–39     |
| 30 ago | 14:00 | Santa Lúcia   | 0–3    | ' Canadá'     | 18–25 | 14–25 | 13–25 |       |       | 45–75  | 45–75     |
| 30 ago | 20:15 | México        | 0–3    | ' Porto Rico' | 25–27 | 19–25 | 17–25 |       |       | 61–77  | 61–77     |
| 31 ago | 16:00 | Santa Lúcia   | 0–3    | ' México'     | 16–25 | 14–25 | 22–25 |       |       | 52–75  | 52–75     |
| 31 ago | 20:18 | Porto Rico    | 0–3    | ' Canadá'     | 17–25 | 20–25 | 17–25 |       |       | 54–75  | 54–75     |

### Grupo B
|     |                   |     | Jogos | Jogos | Jogos | Resultados | Resultados | Resultados | Resultados | Resultados | Resultados | Sets | Sets | Sets  | Pontos | Pontos | Pontos |
| Pos | Equipe            | Pts | T     | V     | D     | 3–0        | 3–1        | 3–2        | 2–3        | 1–3        | 0–3        | V    | P    | R     | V      | P      | R      |
| --- | ----------------- | --- | ----- | ----- | ----- | ---------- | ---------- | ---------- | ---------- | ---------- | ---------- | ---- | ---- | ----- | ------ | ------ | ------ |
| 1   | Estados Unidos    | 14  | 3     | 3     | 0     | 2          | 1          | 0          | 0          | 0          | 0          | 9    | 1    | 9.000 | 249    | 160    | 1.556  |
| 2   | Cuba              | 11  | 3     | 2     | 1     | 2          | 0          | 0          | 0          | 1          | 0          | 7    | 3    | 2.333 | 239    | 185    | 1.292  |
| 3   | Trinidad e Tobago | 5   | 3     | 1     | 2     | 1          | 0          | 0          | 0          | 0          | 2          | 3    | 6    | 0.500 | 155    | 217    | 0.714  |
| 4   | Costa Rica        | 0   | 3     | 0     | 3     | 0          | 0          | 0          | 0          | 0          | 3          | 0    | 9    | 0.000 | 148    | 229    | 0.646  |

Resultados
| Data   | Hora  |                      | Placar |                   | Set 1 | Set 2 | Set 3 | Set 4 | Set 5 | Total | Relatório |
| ------ | ----- | -------------------- | ------ | ----------------- | ----- | ----- | ----- | ----- | ----- | ----- | --------- |
| 29 ago | 13:03 | 'Estados Unidos '    | 3–0    | Trinidad e Tobago | 25–15 | 25–7  | 25–12 |       |       | 75–34 | 75–34     |
| 29 ago | 15:03 | 'Cuba '              | 3–0    | Costa Rica        | 25–16 | 25–13 | 25–15 |       |       | 75–44 | 75–44     |
| 30 ago | 16:00 | Trinidad e Tobago    | 0–3    | ' Cuba'           | 14–25 | 15–25 | 13–25 |       |       | 42–75 | 42–75     |
| 30 ago | 18:00 | Costa Rica           | 0–3    | ' Estados Unidos' | 16–25 | 12–25 | 9–25  |       |       | 37–75 | 37–75     |
| 31 ago | 14:00 | 'Trinidad e Tobago ' | 3–0    | Costa Rica        | 26–24 | 25–17 | 28–26 |       |       | 79–67 | 79–67     |
| 31 ago | 18:00 | 'Estados Unidos '    | 3–1    | Cuba              | 24–26 | 25–23 | 25–23 | 25–17 |       | 99–89 | 99–89     |

## Fase final

### Chaveamento final
|  | Quartas de final  | Quartas de final |            |   | Semifinais | Semifinais |          |  | Final | Final |
|  |                   |                  |            |   |            |            |          |  |       |       |
|  |                   |                  |            |   |            |            |          |  |       |       |
|  |                   |                  |            |   |            |            |          |  |       |       |
|  |                   |                  |            |   |            |            |          |  |       |       |
|  |                   |                  |            |   |            |            |          |  |       |       |
|  |                   |                  |            |   |            |            |          |  |       |       |
|  | Canadá            | 2                |            |   |            |            |          |  |       |       |
|  | Canadá            | 2                |            |   |            |            |          |  |       |       |
|  |                   |                  | Cuba       | 3 |            |            |          |  |       |       |
|  | Cuba              | 3                | Cuba       | 3 |            |            |          |  |       |       |
|  | Cuba              | 3                |            |   |            |            |          |  |       |       |
|  | México            | 0                |            |   |            |            |          |  |       |       |
|  | México            | 0                | Cuba       | 3 |            |            |          |  |       |       |
|  |                   |                  | Cuba       | 3 |            |            |          |  |       |       |
|  |                   | Estados Unidos   | 2          |   |            |            |          |  |       |       |
|  |                   | Estados Unidos   | 2          |   |            |            |          |  |       |       |
|  |                   |                  |            |   |            |            |          |  |       |       |
|  |                   |                  |            |   |            |            |          |  |       |       |
|  | Estados Unidos    | 3                |            |   |            |            |          |  |       |       |
|  | Estados Unidos    | 3                |            |   |            |            |          |  |       |       |
|  |                   |                  | Porto Rico | 0 |            | 3º lugar   | 3º lugar |  |       |       |
|  | Porto Rico        | 3                | Porto Rico | 0 |            | 3º lugar   | 3º lugar |  |       |       |
|  | Porto Rico        | 3                |            |   |            |            |          |  |       |       |
|  | Trinidad e Tobago | 0                |            |   |            |            |          |  |       |       |
|  | Trinidad e Tobago | 0                | Canadá     | 3 |            |            |          |  |       |       |
|  |                   |                  |            |   |            |            |          |  |       |       |
|  | Porto Rico        | 0                |            |   |            |            |          |  |       |       |
|  | Porto Rico        | 0                |            |   |            |            |          |  |       |       |

### Chaveamento do 5º ao 8º lugar
|  | 5º – 8º lugar     | 5º – 8º lugar |   |             | 5º lugar          | 5º lugar |  |
|  |                   |               |   |             |                   |          |  |
|  |                   |               |   |             |                   |          |  |
|  | Santa Lúcia       | 0             |   |             |                   |          |  |
|  | Trinidad e Tobago | 3             |   |             |                   |          |  |
|  |                   |               |   |             |                   |          |  |
|  |                   |               |   |             |                   |          |  |
|  |                   |               |   |             | Trinidad e Tobago | 0        |  |
|  |                   | México        | 3 |             |                   |          |  |
|  |                   |               |   |             |                   |          |  |
|  |                   |               |   |             |                   |          |  |
|  |                   |               |   |             | 7º lugar          |          |  |
|  |                   |               |   |             |                   |          |  |
|  | Costa Rica        | 2             |   | Santa Lúcia | 0                 |          |  |
|  | México            | 3             |   |             | Costa Rica        | 3        |  |

### Resultados

#### Quartas de final
| Data   | Hora  |               | Placar |                   | Set 1 | Set 2 | Set 3 | Set 4 | Set 5 | Total | Relatório |
| ------ | ----- | ------------- | ------ | ----------------- | ----- | ----- | ----- | ----- | ----- | ----- | --------- |
| 01 set | 18:00 | 'Cuba '       | 3–0    | México            | 25–10 | 25–23 | 25–14 |       |       | 75–47 | 75–47     |
| 01 set | 20:15 | 'Porto Rico ' | 3–0    | Trinidad e Tobago | 25–17 | 25–15 | 25–19 |       |       | 75–51 | 75–51     |

#### 5º – 8º lugar
| Data   | Hora  |             | Placar |                      | Set 1 | Set 2 | Set 3 | Set 4 | Set 5 | Total  | Relatório |
| ------ | ----- | ----------- | ------ | -------------------- | ----- | ----- | ----- | ----- | ----- | ------ | --------- |
| 02 set | 14:00 | Santa Lúcia | 0–3    | ' Trinidad e Tobago' | 20–25 | 21–25 | 17–25 |       |       | 58–75  | 58–75     |
| 02 set | 16:00 | Costa Rica  | 2–3    | ' México'            | 25–23 | 25–22 | 12–25 | 15–25 | 11–15 | 88–110 | 88–110    |

#### Semifinais
| Data   | Hora  |                   | Placar |            | Set 1 | Set 2 | Set 3 | Set 4 | Set 5 | Total  | Relatório |
| ------ | ----- | ----------------- | ------ | ---------- | ----- | ----- | ----- | ----- | ----- | ------ | --------- |
| 02 set | 18:25 | Canadá            | 2–3    | ' Cuba'    | 25–23 | 17–25 | 26–24 | 17–25 | 9–15  | 94–112 | 94–112    |
| 02 set | 21:03 | 'Estados Unidos ' | 3–0    | Porto Rico | 25–14 | 25–16 | 26–24 |       |       | 76–54  | 76–54     |

#### 7º lugar
| Data   | Hora  |             | Placar |               | Set 1 | Set 2 | Set 3 | Set 4 | Set 5 | Total | Relatório |
| ------ | ----- | ----------- | ------ | ------------- | ----- | ----- | ----- | ----- | ----- | ----- | --------- |
| 03 set | 14:00 | Santa Lúcia | 0–3    | ' Costa Rica' | 23–25 | 10–25 | 18–25 |       |       | 51–75 | 51–75     |

#### 5º lugar
| Data   | Hora  |                   | Placar |           | Set 1 | Set 2 | Set 3 | Set 4 | Set 5 | Total | Relatório |
| ------ | ----- | ----------------- | ------ | --------- | ----- | ----- | ----- | ----- | ----- | ----- | --------- |
| 03 set | 16:00 | Trinidad e Tobago | 0–3    | ' México' | 20–25 | 12–25 | 21–25 |       |       | 53–75 | 53–75     |

#### 3º lugar
| Data   | Hora  |           | Placar |            | Set 1 | Set 2 | Set 3 | Set 4 | Set 5 | Total | Relatório |
| ------ | ----- | --------- | ------ | ---------- | ----- | ----- | ----- | ----- | ----- | ----- | --------- |
| 03 set | 18:00 | 'Canadá ' | 3–0    | Porto Rico | 25–20 | 25–23 | 25–14 |       |       | 75–57 | 75–57     |

#### Final
| Data   | Hora  |         | Placar |                | Set 1 | Set 2 | Set 3 | Set 4 | Set 5 | Total   | Relatório |
| ------ | ----- | ------- | ------ | -------------- | ----- | ----- | ----- | ----- | ----- | ------- | --------- |
| 03 set | 20:00 | 'Cuba ' | 3–2    | Estados Unidos | 25–23 | 29–27 | 25–27 | 19–25 | 15–8  | 113–110 | 113–110   |

## Classificação final
| Colocação | Time              |
| --------- | ----------------- |
| 1         | Cuba              |
| 2         | Estados Unidos    |
| 3         | Canadá            |
| 4         | Porto Rico        |
| 5         | México            |
| 6         | Trinidad e Tobago |
| 7         | Costa Rica        |
| 8         | Santa Lúcia       |

|  | Equipes classificadas para a Copa do Mundo de 2011 |

## Premiações
| Campeonato NORCECA de 2011 |
| Cuba                       |
| -------------------------- |
| Cuba Campeã (15º título)   |

### Individuais
Os atletas que se destacaram individualmente foramː
| - Most Valuable Player (MVP) Keibel Gutiérrez - Melhor Oposto Wilfredo León - Melhor Levantador Dustin Schneider | - Melhor Central David Lee - Melhor Líbero Keibel Gutiérrez |